# Selasphorus scintilla
A Selasphorus scintilla a madarak osztályának sarlósfecske-alakúak (Apodiformes)  rendjébe és a kolibrifélék (Trochilidae) családjába tartozó faj.

## Rendszerezése
A fajt John Gould angol ornitológus írta le 1851-ben, Trochilus nembe Trochilus (Selasphorus) scintilla néven.

## Előfordulása
Costa Rica és Panama területén honos. Természetes élőhelyei a szubtrópusi és trópusi hegyi esőerdők, valamint ültetvények, legelők és vidéki kertek. Állandó, nem vonuló faj.

## Megjelenése
Testhossza 6,5–7 centiméter, testtömege 2–2,3 gramm.
|  |  |

## Életmódja
Főleg nektárral táplálkozik, de fogyaszt kisebb rovarokat is.

## Természetvédelmi helyzete
Az elterjedési területe kicsi, egyedszáma csökken, de még nem éri el a kritikus szintet. A Természetvédelmi Világszövetség Vörös listáján nem fenyegetett fajként szerepel.